# Жуљана
Жуљана је насељено место у саставу општине Стон, Дубровачко-неретванска жупанија, Република Хрватска.

## Географски положај
Жуљана је смештена у истоименој ували на јужној обали полуострва Пељешца. Лежи на крају удолине која се од Грухавице (352 м) благо спушта према мору. Основне привредне гране којим се баве становници Жуљане су: пољопривреда, виноградарство, риболов и туризам.
Налази се на локалном путу који се одваја од главног пута, који повезује места на Пељешцу од Стона до Ловишта.
Од културно-историјских споменика у Жуљани и околини налазе се: барокна црква св. Мартина подигнута је на темељима средњовековне цркве. Западни акротеријум (горњи део зграде) (из XV века) вероватно је из срушене цркве. До цркве је капела св. Николе из 1630. године. Црква св. Јулијане са звоником на преслицу грађена је на прелазу из ренесансе у барок. Откривени су и остаци римских гробова.
Место Жуљана, истиче се сеоском архитектуром и једном од најлепших и највећих шљунковитих плажа на Јадрану. Увала Вучине, као и неколико мањих увала, пружају могућност за камповање, спортски риболов, једрење и сурфинг чине, преко лета, Жуљану омиљеним туристичким одредиштем.

## Клима
Цело обално подручје јужног дела Јадрана па и Жуљана има благу медитеранску климу. Лета су топла и сува са врло мало падавина. Температура ваздуха од маја до септембра креће се од 25-30 °C, а током летњих месеци прелази и преко 30 °C. Температура мора у летњим месецима креће се између 22-25 °C.

## Историја
До територијалне реорганизације у Хрватској налазила се у саставу старе општине Дубровник.

## Становништво
На попису становништва 2011. године, Жуљана је имала 235 становника.
| Број становника по пописима | Број становника по пописима | Број становника по пописима | Број становника по пописима | Број становника по пописима | Број становника по пописима | Број становника по пописима | Број становника по пописима | Број становника по пописима | Број становника по пописима | Број становника по пописима | Број становника по пописима | Број становника по пописима | Број становника по пописима | Број становника по пописима | Број становника по пописима |
| --------------------------- | --------------------------- | --------------------------- | --------------------------- | --------------------------- | --------------------------- | --------------------------- | --------------------------- | --------------------------- | --------------------------- | --------------------------- | --------------------------- | --------------------------- | --------------------------- | --------------------------- | --------------------------- |
| 1857                        | 1869                        | 1880                        | 1890                        | 1900                        | 1910                        | 1921                        | 1931                        | 1948                        | 1953                        | 1961                        | 1971                        | 1981                        | 1991                        | 2001                        | 2011                        |
| 282                         | 258                         | 231                         | 236                         | 271                         | 246                         | 246                         | 273                         | 236                         | 223                         | 192                         | 193                         | 181                         | 206                         | 218                         | 235                         |

Напомена: У 1857., 1880. и 1890. исказивано под именом Жулијана.

### Попис1991.
На попису становништва 1991. године, насељено место Жуљана је имало 206 становника, следећег националног састава:
| Попис 1991.‍  | Попис 1991.‍  | Попис 1991.‍ | Попис 1991.‍ | Попис 1991.‍ |
| ------------ | ------------ | ----------- | ----------- | ----------- |
|              |              |             |             |             |
| Хрвати       | Хрвати       |             | 196         | 95,14%      |
| Немци        | Немци        |             | 2           | 0,97%       |
| Чеси         | Чеси         |             | 1           | 0,48%       |
| остали       | остали       |             | 1           | 0,48%       |
| неопредељени | неопредељени |             | 2           | 0,97%       |
| непознато    | непознато    |             | 4           | 1,94%       |
| укупно: 206  |              |             |             |             |